# Луцій Дувій Авіт
Луцій Дувій Авіт (лат. Lucius Duvius Avitus; ? — після 58) — державний та військовий діяч часів Римської імперії, консул-суффект 56 року.

## Життєпис
Походив з роду галлів — племені воноконіїв Дувіїв. Народився у Нарбонській Галлії в м. Вазіон Воконіорум. Як імператорський легат-пропретор керував провінцією Аквітанія. У листопаді-грудні 56 року став першим галлом — консулом-суффектом разом з Публієм Клодієм Фразеєю Петом.
З 57 до 58 року на посаді імператорського легата-пропретора провінції Нижня Германія. Під час своєї каденції разом з Титом Курцилієм Манцієм, очільником провінції Верхня Германія, відбив атаку племені фризів, а потім, перейшовши Рейн, сплюндрували землі цього племені. 
58 року відмовив Бойокалу, вождю племені ампсіваріїв, оселитися на римській території (причини цього невідомі). Втім самому Бойокалу, що мав статус друга Рима, обіцяно власний маєток. Проте той відмовився. Про подальшу долю Луція Дувія немає відомостей.